# Frederick William Sievers

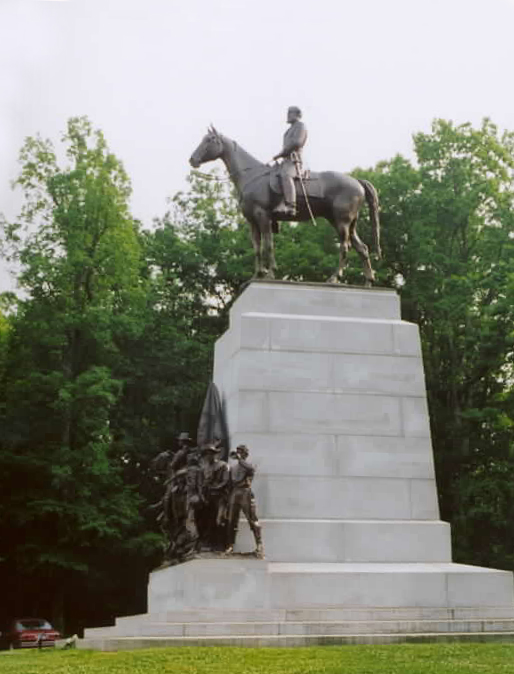
Statue von Robert E. Lee

Frederick William Sievers (* 26. Oktober 1872 in Fort Wayne, Indiana; † 4. Juli 1966 in Richmond, Virginia) war ein US-amerikanischer Bildhauer. Er ist bekannt für das große Virginia-Denkmal am Schlachtfeld bei Gettysburg, Pennsylvania.

## Leben
Sievers studierte an den Akademien in Rom und Paris. 1910 erhielt er den Auftrag für das Virginia-Denkmal am Schlachtfeld in Gettysburg, Pennsylvania. Im selben Jahr öffnete er ein Atelier in Richmond (Virginia).
Das Virginia-Denkmal wurde ein großer Erfolg, und Sievers erhielt in den folgenden Jahren Aufträge für Bürgerkrieg-Denkmale u. a. in Elmira (New York), Abingdon (Virginia), Leesburg (Virginia), Louisa (Virginia), Pulaski County (Virginia), Vicksburg (Mississippi) und Porträtbüsten von Stonewall Jackson und Matthew Fontaine Maury, beide auf der Monument Avenue in Richmond, Virginia.
Das Bundesstaats-Kapitol von Virginia enthält vier Porträtbüsten von Sievers: die beiden Präsidenten James Madison und Zachary Taylor sowie Büsten von Patrick Henry und Sam Houston.
Eine Erinnerungsplatte an ihn befindet sich bei seinem Atelier: West 43rd Street bei Forest Hill Avenue in South Richmond.